# Django d'Or
Django d'Or är ett ursprungligen franskt jazzpris instiftat 1992 av Frank Hagege, Jacqueline Danno och Babik Reinhardt. Det är uppkallat efter den sistnämndes far, den legendariske gitarristen Django Reinhardt. Priset har med tiden spridit sig till allt fler länder. Först till Belgien (1996) och senare Sverige, Italien (2000), Danmark (2001) och Tyskland (2001).
Vartannat år delas ett europeiskt EuroDjango-pris ut. Pristagarna väljs bland  vinnarna i de olika länderna av de nationella juryerna.
I Sverige delades Django D'or ut mellan 1999 och 2011 under namnet Swedish Jazz Trophy. Priset delades ut i tre kategorier: Master of Jazz, Legend of Jazz samt Contemporary star of Jazz.

## Svenska pristagare genom åren[2]

### Master of Jazz
- Putte Wickman (1999)
- Arne Domnérus (2000)
- Bengt Hallberg (2001)
- Alice Babs (2002)
- Bernt Rosengren (2003)
- Monica Zetterlund (2004)
- Bosse Broberg (2005)
- Georg Riedel (2006)
- Bobo Stenson (2007)
- Palle Danielsson (2008)
- Jan Allan (2009)
- Bengt-Arne Wallin (2010)
- Rune Gustafsson (2011)[3]

### Legend of Jazz
- Lars Gullin (1999)
- Jan Johansson (2000)
- Rolf Ericsson (2001)
- Åke Hasselgård (2002)
- Eje Thelin (2003)
- Rolf Billberg (2004)
- Åke Persson (2005)
- Monica Zetterlund (2006)
- Putte Wickman (2007)
- Christer Boustedt (2008)
- Arne Domnérus (2009)
- Esbjörn Svensson (2010)
- Per-Henrik Wallin (2011), postumt[3]

### Contemporary star of Jazz
- Bobo Stenson (1999)
- Bernt Rosengren (2000)
- Palle Danielsson (2001)
- Lennart Åberg (2002)
- Per Henrik Wallin (2003)
- Jonas Kullhammar (2004)
- Ulf Wakenius (2005)
- Magnus Lindgren (2006)
- Esbjörn Svensson (2007)
- Jan Lundgren (2008)
- Anders Bergcraniz (2009)
- Jacob Karlzon (2010)
- Peter Asplund (2011) [3]